# Цена (Немачка)
Цена (њем. Zehna) град је у њемачкој савезној држави Мекленбург-Западна Померанија. Једно је од 62 општинска средишта округа Гистров. Према процјени из 2010. у граду је живјело 661 становника. Посједује регионалну шифру (AGS) 13053098.

## Географски и демографски подаци
Цена се налази у савезној држави Мекленбург-Западна Померанија у округу Гистров. Град се налази на надморској висини од 52 метра. Површина општине износи 25,8 km². У самом граду је, према процјени из 2010. године, живјело 661 становника. Просјечна густина становништва износи 26 становника/km².